# FC Slovan Liberec
Maillots
Actualités
Le FC Slovan Liberec est un club tchèque de football basé à Liberec.

## Historique
- 1945 : fondation du club sous le nom de SK Cechie Liberec
- 1953 : le club est renommé DSO Slavoj Liberec
- 1958 : fusion avec le TJ Jiskra SS Liberec en TJ Slovan Liberec
- 1980 : le club est renommé TJ Slovan Elitex Liberec
- 1993 : le club est renommé FC Slovan Liberec
- 1993 : le club est renommé FC Slovan WSK Liberec
- 1994 : le club est renommé FC Slovan WSK Vratislav Liberec
- 1995 : le club est renommé FC Slovan Liberec
- 2000 : 1re participation à une Coupe d'Europe (C3, saison 2000/01)
- 2002 : 1er titre de champion de Tchéquie

## Bilan sportif

### Palmarès
| Compétitions nationales | Compétitions internationales                                                                                                 |
| --- | --- |
| Compétitions actuelles - Championnat de Tchéquie (3) - Champion : 2002, 2006, 2012 - Coupe de Tchéquie (2) - Vainqueur : 2000, 2015 - Finaliste : 1999, 2008, 2020 - Supercoupe de Tchéquie - Finaliste : 2012, 2015 | Compétitions actuelles - Coupe UEFA - Quart de finaliste : 2002 Compétitions disparues - Coupe Intertoto - Finaliste : 2004. |

### Bilan par saison
| Compétition             | Saisons | Titres | MJ  | V   | N   | D   | BP    | BC  | Diff. |
| ----------------------- | ------- | ------ | --- | --- | --- | --- | ----- | --- | ----- |
| Championnat de Tchéquie | 28      | 3      | 854 | 371 | 237 | 246 | 1 149 | 917 | +232  |
| Coupe de Tchéquie       | 28      | 2      | 115 | 69  | 20  | 26  | 235   | 107 | +128  |
| Supercoupe de Tchéquie  | 2       | 0      | 2   | 0   | 0   | 2   | 1     | 4   | -3    |

Légende
- Champion ou vainqueur de la compétition
- Deuxième ou finaliste de la compétition
- Troisième de la compétition
- Promotion en division supérieure
- Relégation en division inférieure

| Saison    | Championnat | Championnat | Championnat | Championnat | Championnat | Championnat | Championnat | Championnat | Championnat | Championnat | Coupe de Tchéquie   | Coupes d'Europe | Coupes d'Europe     |
| Saison    | Division    | Pos         | Pts         | J           | V           | N           | D           | BP          | BC          | Diff        | Coupe de Tchéquie   | C               | Résultat            |
| --------- | ----------- | ----------- | ----------- | ----------- | ----------- | ----------- | ----------- | ----------- | ----------- | ----------- | ------------------- | --------------- | ------------------- |
| 1993-1994 | 1re         | 10e         | 32          | 30          | 11          | 11          | 8           | 32          | 26          | +6          | Huitièmes de finale | —               | —                   |
| 1994-1995 | 1re         | 4e          | 51          | 30          | 16          | 3           | 11          | 49          | 46          | +3          | Seizièmes de finale | —               | —                   |
| 1995-1996 | 1re         | 7e          | 44          | 30          | 12          | 8           | 10          | 34          | 30          | +4          | Seizièmes de finale | —               | —                   |
| 1996-1997 | 1re         | 5e          | 46          | 30          | 12          | 10          | 8           | 33          | 30          | +3          | Huitièmes de finale | —               | —                   |
| 1997-1998 | 1re         | 5e          | 47          | 30          | 13          | 8           | 9           | 39          | 32          | +7          | Deuxième tour       | —               | —                   |
| 1998-1999 | 1re         | 9e          | 38          | 30          | 9           | 11          | 10          | 33          | 34          | -1          | Finale              | —               | —                   |
| 1999-2000 | 1re         | 8e          | 38          | 30          | 9           | 11          | 10          | 21          | 24          | -3          | Vainqueur           | —               | —                   |
| 2000-2001 | 1re         | 6e          | 45          | 30          | 12          | 9           | 9           | 39          | 31          | +8          | Huitièmes de finale | C3              | Deuxième tour       |
| 2001-2002 | 1re         | 1er         | 64          | 30          | 19          | 7           | 4           | 55          | 26          | +29         | Quarts de finale    | C3              | Quarts de finale    |
| 2002-2003 | 1re         | 4e          | 50          | 30          | 14          | 8           | 8           | 43          | 36          | +7          | Huitièmes de finale | C1              | Troisième tour Q    |
| 2002-2003 | 1re         | 4e          | 50          | 30          | 14          | 8           | 8           | 43          | 36          | +7          | Huitièmes de finale | C3              | Troisième tour      |
| 2003-2004 | 1re         | 6e          | 46          | 30          | 12          | 10          | 8           | 38          | 27          | +11         | Demi-finales        | CI              | Demi-finales        |
| 2004-2005 | 1re         | 5e          | 46-6        | 30          | 14          | 10          | 6           | 45          | 26          | +19         | Demi-finales        | CI              | Finale              |
| 2005-2006 | 1re         | 1er         | 59          | 30          | 16          | 11          | 3           | 43          | 22          | +21         | Seizièmes de finale | CI              | Troisième tour      |
| 2006-2007 | 1re         | 4e          | 58          | 30          | 16          | 10          | 4           | 44          | 22          | +22         | Huitièmes de finale | C1              | Troisième tour Q    |
| 2006-2007 | 1re         | 4e          | 58          | 30          | 16          | 10          | 4           | 44          | 22          | +22         | Huitièmes de finale | C3              | Phase de groupes    |
| 2007-2008 | 1re         | 6e          | 44          | 30          | 12          | 8           | 10          | 35          | 31          | +4          | Finale              | CI              | Deuxième tour       |
| 2008-2009 | 1re         | 3e          | 52          | 30          | 14          | 10          | 6           | 41          | 28          | +13         | Quarts de finale    | C3              | Deuxième tour Q     |
| 2009-2010 | 1re         | 9e          | 37          | 30          | 10          | 7           | 13          | 34          | 39          | -5          | Quarts de finale    | C3              | Barrages Q          |
| 2010-2011 | 1re         | 7e          | 43          | 30          | 12          | 7           | 11          | 45          | 36          | +9          | Seizièmes de finale | —               | —                   |
| 2011-2012 | 1re         | 1er         | 66          | 30          | 20          | 6           | 4           | 68          | 29          | +39         | Quarts de finale    | —               | —                   |
| 2012-2013 | 1re         | 3e          | 54          | 30          | 16          | 6           | 8           | 46          | 34          | +12         | Demi-finales        | C1              | Troisième tour Q    |
| 2012-2013 | 1re         | 3e          | 54          | 30          | 16          | 6           | 8           | 46          | 34          | +12         | Demi-finales        | C3              | Barrages Q          |
| 2013-2014 | 1re         | 4e          | 48          | 30          | 14          | 6           | 10          | 37          | 46          | -9          | Seizièmes de finale | C3              | Seizièmes de finale |
| 2014-2015 | 1re         | 12e         | 33          | 30          | 7           | 12          | 11          | 39          | 43          | -4          | Vainqueur           | C3              | Troisième tour Q    |
| 2015-2016 | 1re         | 3e          | 58          | 30          | 17          | 7           | 6           | 51          | 35          | +16         | Quarts de finale    | C3              | Phase de groupes    |
| 2016-2017 | 1re         | 9e          | 39          | 30          | 10          | 9           | 11          | 31          | 28          | +3          | Quarts de finale    | C3              | Phase de groupes    |
| 2017-2018 | 1re         | 6e          | 46          | 30          | 13          | 7           | 10          | 37          | 35          | +2          | Quarts de finale    | —               | —                   |
| 2018-2019 | 1re         | 6e          | 46          | 35          | 12          | 10          | 13          | 34          | 32          | +2          | Quarts de finale    | —               | —                   |
| 2019-2020 | 1re         | 5e          | 51          | 35          | 15          | 6           | 14          | 55          | 51          | +4          | Finale              | —               | —                   |
| 2020-2021 | 1re         | 6e          | 52          | 34          | 14          | 10          | 10          | 44          | 32          | +12         | Quarts de finale    | C3              | Phase de groupes    |
| 2021-2022 | 1re         | 8e          |             |             |             |             |             |             |             |             |                     |                 |                     |
| 2022-2023 | 1re         | 7e          |             |             |             |             |             |             |             |             |                     |                 |                     |
| 2023-2024 | 1re         | 7e          |             |             |             |             |             |             |             |             |                     |                 |                     |

### Bilan européen

#### Bilan
| Compétition              | MJ  | V  | N  | D  | BP  | BC  | Diff. |
| ------------------------ | --- | -- | -- | -- | --- | --- | ----- |
| Ligue des champions (C1) | 8   | 2  | 2  | 4  | 6   | 8   | -2    |
| Ligue Europa (C3)        | 81  | 37 | 16 | 25 | 120 | 104 | +16   |
| Coupe Intertoto          | 20  | 10 | 5  | 5  | 29  | 16  | +13   |
| Total                    | 109 | 51 | 22 | 36 | 152 | 128 | +24   |

#### Résultats
Légende
- Victoire ou qualification pour le tour suivant
- Match nul
- Défaite ou élimination de la compétition

Note : dans les résultats ci-dessous, le score du club est toujours donné en premier
| Saison    | Compétition         | Tour                | Club                       | Domicile | Extérieur | Total             |
| --------- | ------------------- | ------------------- | -------------------------- | -------- | --------- | ----------------- |
| 2000-2001 | Coupe UEFA          | Premier tour        | IFK Norrköping             | 2 - 1    | 2 - 2     | 4 - 3             |
| 2000-2001 | Coupe UEFA          | Deuxième tour       | Liverpool FC               | 2 - 3    | 0 - 1     | 2 - 4             |
| 2001-2002 | Coupe UEFA          | Premier tour        | Slovan Bratislava          | 2 - 0    | 0 - 1     | 2 - 1             |
| 2001-2002 | Coupe UEFA          | Deuxième tour       | Celta de Vigo              | 3 - 0    | 1 - 3     | 4 - 3             |
| 2001-2002 | Coupe UEFA          | Troisième tour      | RCD Majorque               | 3 - 1    | 2 - 1     | 5 - 2             |
| 2001-2002 | Coupe UEFA          | Huitièmes de finale | Olympique lyonnais         | 4 - 1    | 1 - 1     | 5 - 2             |
| 2001-2002 | Coupe UEFA          | Quarts de finale    | Borussia Dortmund          | 0 - 0    | 0 - 4     | 0 - 4             |
| 2002-2003 | Ligue des champions | Troisième tour Q    | AC Milan                   | 2 - 1    | 0 - 1     | 2 - 2E            |
| 2002-2003 | Coupe UEFA          | Premier tour        | Dinamo Tbilissi            | 3 - 2    | 1 - 0     | 4 - 2             |
| 2002-2003 | Coupe UEFA          | Deuxième tour       | Ipswich Town               | 1 - 0 ap | 0 - 1     | 1 - 1 (4 - 2 tab) |
| 2002-2003 | Coupe UEFA          | Troisième tour      | Panathinaïkos              | 2 - 2    | 0 - 1     | 2 - 3             |
| 2003      | Coupe Intertoto     | Deuxième tour       | Shamrock Rovers            | 2 - 0    | 2 - 0     | 4 - 0             |
| 2003      | Coupe Intertoto     | Troisième tour      | Racing Santander           | 2 - 1    | 1 - 0     | 3 - 1             |
| 2003      | Coupe Intertoto     | Demi-finales        | Schalke 04                 | 0 - 0    | 1 - 2     | 1 - 2             |
| 2004      | Coupe Intertoto     | Deuxième tour       | FK Dubnica                 | 5 - 0    | 2 - 1     | 7 - 1             |
| 2004      | Coupe Intertoto     | Troisième tour      | Roda JC Kerkrade           | 1 - 0    | 1 - 1 ap  | 2 - 1             |
| 2004      | Coupe Intertoto     | Demi-finales        | FC Nantes                  | 1 - 0    | 1 - 2     | 2E - 2            |
| 2004      | Coupe Intertoto     | Finale              | Schalke 04                 | 0 - 1    | 1 - 2     | 1 - 3             |
| 2005      | Coupe Intertoto     | Deuxième tour       | Beitar Jérusalem           | 5 - 1    | 2 - 1     | 4 - 0             |
| 2005      | Coupe Intertoto     | Troisième tour      | Roda JC Kerkrade           | 1 - 1    | 0 - 0     | 1 - 1E            |
| 2006-2007 | Ligue des champions | Troisième tour Q    | Spartak Moscou             | 0 - 0    | 1 - 2     | 1 - 2             |
| 2006-2007 | Coupe UEFA          | Premier tour        | Partizan Belgrade          | 2 - 0    | 2 - 1     | 4 - 1             |
| 2006-2007 | Coupe UEFA          | Groupe C            | Séville FC                 | 0 - 0    | N/A       | Quatrième         |
| 2006-2007 | Coupe UEFA          | Groupe C            | Sporting Braga             | N/A      | 0 - 4     | Quatrième         |
| 2006-2007 | Coupe UEFA          | Groupe C            | Grasshoppers Zurich        | 4 - 1    | N/A       | Quatrième         |
| 2006-2007 | Coupe UEFA          | Groupe C            | AZ Alkmaar                 | N/A      | 2 - 2     | Quatrième         |
| 2007      | Coupe Intertoto     | Deuxième tour       | Tobol Kostanaï             | 0 - 2    | 1 - 1     | 1 - 3             |
| 2008-2009 | Coupe UEFA          | Deuxième tour Q     | MŠK Žilina                 | 1 - 2    | 1 - 2     | 2 - 4             |
| 2009-2010 | Ligue Europa        | Troisième tour Q    | FC Vaduz                   | 2 - 0    | 1 - 0     | 3 - 0             |
| 2009-2010 | Ligue Europa        | Barrages Q          | Dinamo Bucarest            | 0 - 3 ap | 3 - 0     | 3 - 3 (8 - 9 tab) |
| 2012-2013 | Ligue des champions | Deuxième tour Q     | Chakhtior Karagandy        | 1 - 0    | 1 - 1 ap  | 2 - 1             |
| 2012-2013 | Ligue des champions | Troisième tour Q    | CFR Cluj                   | 0 - 1    | 1 - 2     | 1 - 3             |
| 2012-2013 | Ligue Europa        | Barrages Q          | FK Dnipro                  | 2 - 2    | 2 - 4     | 4 - 6             |
| 2013-2014 | Ligue Europa        | Deuxième tour Q     | Skonto Riga                | 1 - 0    | 1 - 2     | 2E - 2            |
| 2013-2014 | Ligue Europa        | Troisième tour Q    | FC Zurich                  | 2 - 1    | 2 - 1     | 4 - 2             |
| 2013-2014 | Ligue Europa        | Barrages Q          | Udinese Calcio             | 1 - 1    | 3 - 1     | 4 - 2             |
| 2013-2014 | Ligue Europa        | Groupe H            | Séville FC                 | 1 - 1    | 1 - 1     | Deuxième          |
| 2013-2014 | Ligue Europa        | Groupe H            | SC Fribourg                | 1 - 2    | 2 - 2     | Deuxième          |
| 2013-2014 | Ligue Europa        | Groupe H            | GD Estoril-Praia           | 2 - 1    | 2 - 1     | Deuxième          |
| 2013-2014 | Ligue Europa        | Seizièmes de finale | AZ Alkmaar                 | 0 - 1    | 1 - 1     | 1 - 2             |
| 2014-2015 | Ligue Europa        | Deuxième tour Q     | MFK Košice                 | 3 - 0    | 1 - 0     | 4 - 0             |
| 2014-2015 | Ligue Europa        | Troisième tour Q    | Astra Giurgiu              | 2 - 3    | 0 - 3     | 2 - 6             |
| 2015-2016 | Ligue Europa        | Troisième tour Q    | Hapoël Ironi Kiryat Shmona | 2 - 1    | 3 - 0     | 5 - 1             |
| 2015-2016 | Ligue Europa        | Barrages Q          | Hajduk Split               | 1 - 0    | 1 - 0     | 2 - 0             |
| 2015-2016 | Ligue Europa        | Groupe F            | Sporting Braga             | 0 - 1    | 1 - 2     | Troisième         |
| 2015-2016 | Ligue Europa        | Groupe F            | Olympique de Marseille     | 2 - 4    | 0 - 0     | Troisième         |
| 2015-2016 | Ligue Europa        | Groupe F            | FC Groningue               | 1 - 1    | 1 - 0     | Troisième         |
| 2016-2017 | Ligue Europa        | Troisième tour Q    | Admira Wacker Mödling      | 2 - 0    | 2 - 1     | 4 - 1             |
| 2016-2017 | Ligue Europa        | Barrages Q          | AEK Larnaca                | 3 - 0    | 1 - 0     | 4 - 0             |
| 2016-2017 | Ligue Europa        | Groupe J            | Qarabağ FK                 | 3 - 0    | 2 - 2     | Quatrième         |
| 2016-2017 | Ligue Europa        | Groupe J            | PAOK Salonique             | 1 - 2    | 0 - 2     | Quatrième         |
| 2016-2017 | Ligue Europa        | Groupe J            | ACF Fiorentina             | 1 - 3    | 0 - 3     | Quatrième         |
| 2020-2021 | Ligue Europa        | Deuxième tour Q     | FK Riteriai                | N/A      | 5 - 1     | 5 - 1             |
| 2020-2021 | Ligue Europa        | Troisième tour Q    | Steaua Bucarest            | N/A      | 2 - 0     | 2 - 0             |
| 2020-2021 | Ligue Europa        | Barrages Q          | APOEL Nicosie              | 1 - 0    | N/A       | 1 - 0             |
| 2020-2021 | Ligue Europa        | Groupe L            | KAA La Gantoise            | 1 - 0    | 2 - 1     | Troisième         |
| 2020-2021 | Ligue Europa        | Groupe L            | Étoile rouge de Belgrade   | 0 - 0    | 1 - 5     | Troisième         |
| 2020-2021 | Ligue Europa        | Groupe L            | TSG 1899 Hoffenheim        | 0 - 2    | 0 - 5     | Troisième         |

## Joueurs et personnalités du club

### Entraîneurs
| Rang | Nom                | Période                       |
| ---- | ------------------ | ----------------------------- |
| 1    | Vlastimil Petržela | 1992-1995                     |
| 2    | Ladislav Škorpil   | 1998-2004                     |
| 3    | Josef Csaplár      | 2001-2003                     |
| 4    | Stanislav Griga    | janvier 2003 - juin 2005      |
| 5    | Vítězslav Lavička  | 2004-2007                     |
| 6    | Michal Zach        | juillet 2007 - octobre 2007   |
| 7    | Ladislav Škorpil   | octobre 2007 - novembre 2009  |
| 8    | Josef Petřík       | novembre 2009 - novembre 2010 |

| Rang | Nom                         | Période                   |
| ---- | --------------------------- | ------------------------- |
| 21   | Petr Rada                   | novembre 2010 - juin 2011 |
| 22   | Jaroslav Šilhavý            | juillet 2011 - avril 2014 |
| 23   | David Vavruška              | avril 2014 - juin 2014    |
| 24   | Samuel Slovák               | juin 2014 - décembre 2014 |
| 25   | Jiří Kotrba - Josef Csaplár | décembre 2014 - mars 2015 |
| 26   | David Vavruška              | mars 2015 - mai 2015      |
| 27   | Jindřich Trpišovský         | juin 2015 - décembre 2017 |
| 28   | David Holoubek              | décembre 2017 -           |

### Joueurs emblématiques
- Bořek Dočkal
- Theodor Gebre Selassie
- Miroslav Holeňák
- Matěj Chaluš
- Pavel Košťál
- Radoslav Kováč
- Daniel Pudil
- Jiří Štajner
- Tomáš Zápotočný
- Andrej Kerić
- Filip Hološko
- Karol Kisel
- Peter Šinglár